# Maner Lualdi
Maner Lualdi (né à Milan le 23 décembre 1912 et mort à Trieste le 13 septembre 1968) est un aviateur, journaliste et réalisateur italien.

## Biographie
Maner Lualdi est le fils du chef d'orchestre Adriano et de Wanda Stabile de Sailmberg. Enn 1935 il s'engage comme officier pilote dans la guerre d'Éthiopie, au sein du 15e escadron de bombardement Caproni  commandé par Galeazzo Ciano.
Il a occupé le poste de rédacteur pour les quotidiens La Stampa et Corriere della Sera, écrivant des rapports et des livres sur les voyages qu'il a entrepris aux commandes de ses avions (dont le raid Milan-Buenos Aires en 1948). Il s'intéresse également au phénomène des soucoupes volantes. Il écrit plusieurs articles et rédige la préface du livre d'Aimé Michel, «  L'enigma dei dischi volanti » Il a édité pendant quelques années le mensuel Corriere dello Spazio .
Maner Lualdi fut avec Leonardo Bonzi le chef d'expédition du Raid de la fraternité et de la paix Rome-Pékin qui se déroula de décembre 1967 à mai 1968[2], raid qui se termina à Canton en raison de l'ostracisme des autorités chinoises qui ne permirent pas à tous les participants d'entrer à Pékin[3] ; ce fut sa dernière entreprise. Il décède subitement quelques mois après la fin du raid .
Il a aussi fréquenté le du monde du théâtre, de l'opéra et du cinéma, l'amenant à diriger et à organiser des compagnies théâtrales, à mettre en scène de nouveaux opéras et à réaliser quelques films.